# Parafia św. Wita, Modesta i Krescencji w Sierpcu
Parafia św. Wita, Modesta i Krescencji w Sierpcu – parafia rzymskokatolicka, należąca do dekanatu sierpeckiego, diecezji płockiej, metropolii warszawskiej, z siedzibą w Sierpcu.

## Historia
Została erygowana w XI wieku przy farze sierpeckiej. Jest najstarszą w mieście.
Od 2017 funkcję proboszcza pełni ks. kan. dr hab. Sławomir Zalewski.